# Hylobates albibarbis
Hylobates albibarbis (Гібон борнейський) — вид приматів з роду Hylobates родини Гібонові.

## Поширення
Цей вид зустрічається на Калімантані, Індонезія. Зустрічається в первинних і вторинних тропічних вічнозелених лісах, а також торф'яних болотних лісах до відмітки 1200 м над рівнем моря.

## Морфологія
Основний колір хутра світло-коричневий, верхня частина голови і груди темно-коричневі або чорні. Також чорні руки і ноги. Є біла бровяна смуга, у самців є біле волосся на щоках.

## Стиль життя
Це деревні й денні примати є, насамперед, плодоїдними (що віддають перевагу фруктам з високим вмістом цукру, наприклад, інжир), але вони також споживають молоде листя і комах. Ймовірно, живе у сімейних групах і має фіксовану території, яку позначає дуетними піснями.

## Загрози та охорона
Цей вид потерпає від збезлісення а також полювання. Вид занесений в Додаток I СІТЕС. Мешкає в ряді ПОТ.